# Богдан, Вероника-Ирина Траяновна
Верони́ка-Ири́на Трая́новна Богда́н (рум. Veronica Irina Bogdan; род. 9 сентября 1959, Бухарест, Румыния) — российский искусствовед, автор ряда работ по живописи и графике петербургского академизма XVIII—XIX веков, музейный работник и публицист. Член-корреспондент Российской академии художеств (с 2012), заместитель директора по научной работе Музея Академии художеств в Санкт-Петербурге (в 1994—2022), кандидат искусствоведения (1995).

## Биография
Происходит из знатного молдавского рода. Отец — медик Траян Теодорович Богдан. В 1981 году закончила Ленинградский институт живописи, скульптуры и архитектуры им. И. Е. Репина.
Труды посвящены изучению истории русского искусства XVIII—XX вв., истории Академии художеств и собрания её музея. Автор публикаций на русском, румынском и английском языках.
В настоящее время является хранителем фонда русской и западноевропейской живописи Научно-исследовательского музея при Российской академии художеств.

## Научная деятельность
Автор монографий «Исторический класс Академии художеств второй половины XIX века», «Частные коллекции и императорские дары. Музей Академии художеств. Вторая половина XVIII — начало XX века», альбома-каталога «Научно-исследовательский музей Российской Академии художеств, Санкт-Петербург».
Публиковала статьи в журналах «Антикварное обозрение», «Academia», газете «Художник Петербурга».
Научный редактор изданий: «Музей Академии художеств. Страницы истории. 1758—1990-е гг.», «Автопортрет и портрет художника. XVIII—XXI вв.», «Италия глазами русских художников».
Научный редактор и автор вступительных статей к большинству каталогов выставок, альбомов и сборников научных конференций, издававшихся НИМ РАХ до 2017 года (в том числе, каталога «Свободным художествам. 240 лет Академии художеств», «Немцы и Академия художеств», «Советская эпоха 1920—1950-х гг.», «Эпоха Александра III», «История музейной коллекции»).
Куратор многих выставок, в том числе «Немцы и Академия художеств» (2003), «От Чистякова до Шагала». (2006), «Канон красоты по Рафаэлю./Рафаэль и русская художественная школа» (2008) «Галльский дух на берегах Невы. Академия художеств и французская культура» (2010), «Романовы — царственные покровители искусства» (2013), «Неизвестные коллекции» (2015), «Вдохновленные Грецией» (2016), «Учителя и ученики» (2018) .

## Признание
В 2009 году получила золотую медаль Российской Академии художеств за монографию «Исторический класс Академии художеств второй половины XIX века».
Заслуженный работник культуры РФ (2010).
В 2012 году избрана членом-корреспондентом Российской академии художеств.
В.-И. Т. Богдан посвящён труд А. Г. Раскина «Портрет искусствоведа», опубликованный в сборнике «Петербургские искусствоведческие тетради» в 2011 году.